# Джей, Пак
Пак Джей (кор. 박제이, англ. Park Jay; род. 20 апреля 2002, также известен как Пак Чонсон (кор. 박종성, англ. Park Jong-Seong) — южнокорейско-американский певец, танцор, рэпер компании Belift Lab. Является участником южнокорейского бой-бэнда ENHYPEN.

## Личная жизнь
Джей родился 20 апреля 2002 году, в Сиэтле, штат Вашингтон, США, но переехал в Южную Корею, когда ему было девять лет. Является единственным сыном в семье. Поскольку он родился в США, Джей имеет двойное гражданство Южной Кореи и США. Джей очень хорошо говорит на английском и корейском языке.
Его отец Джеймс Пак является генеральным директором и владельцем компании Sinar Tours . Его отец, Джеймс Парк, увидел возможность в росте числа южнокорейских туристов в Брунее. В 2015 году не было прямого рейса из международного аэропорта Инчхон в международный аэропорт Брунея. Sinar Tours предоставила чартерные рейсы туристам, направляющимся из Южной Кореи в Бруней-Даруссалам.
Джей любит спорт и игру на музыкальных инструментах. Он пробовал пешие прогулки, катание на сноуборде, гольф и бейсбол. Судя по всему, его любимый вид спорта — бадминтон. Что касается музыкальных инструментов, то его любимой является гитара, как акустическая, так и электрическая. Джей учился в мультихудожественной школе Ханлим, расположенной в районе Сонгпа, одном из самых дорогих районов Сеула. В школе очень дорогая плата за обучение, и она имеет связи с различными развлекательными агентствами. Многие айдолы получили образование в школе Hanlin Multi Art. Когда с друзьями-трейни отправились в отпуск, Джей оплатил все расходы, включая проживание в 7-звездочном отеле.

## Карьера

### Предебют
Сначала он не очень хотел быть айдолом. Он получил предложение от кастингового агентства, когда шел по улице. Однако через несколько дней он решил покинуть агентство. Он посещал LP Dance Academy до того, как присоединился к Big Hit. Он зарегистрировался на прослушивание в Big Hit Entertainment после того, как увидел выступление BTS . Он стажировался два года и одиннадцать месяцев, прежде чем принять участие в I-LAND.

### I-LAND
2 июня 2020 года Джей был представлен одним из участников шоу на выживания I-LAND. Он и Сонхун вместе исполнили The 7th Sense NCT U.в первом эпизоде. У Джея была позиция в части 8. Он покидает I-LAND и уходит в Ground. У Джея была часть 1 (в центре), и он перешел с Ground на I-LAND. Джей и НиКи стали лидерами в Ground. Благодаря своим усилиям и таланту, он попал во вторую часть Шоу. 18 сентября 2020 года Джей занял 2-е место и стал участником мужской группы Enhypen.
Джей дебютировал в Enhypen 30 ноября 2020 года.

## Фильмография
| Год       | Название     | Телеканал | Роль     |
| --------- | ------------ | --------- | -------- |
| 2020      | I-Land       | Mnet      | Участник |
| 2020-2021 | ENHYPEN & Hi | ENHYPEN   | Участник |
| 2021-н.в. | EN-O’Clock   | ENHYPEN   | Участник |
| 2021      | Playground   | JTBC2     | Участник |